# آنتون گلانزلیوس
آنتون گلانزلیوس (انگلیسی: Anton Glanzelius؛ زادهٔ ۱۱ آوریل ۱۹۷۴) یک هنرپیشه اهل سوئد است.
وی بازیگر فیلم‌هایی همچون زندگی من مانند سگ بوده است. وی برنده جایزه گلدبگ بهترین بازیگر مرد در سال ۱۹۸۵ شده است.